# 新東京水上警察シリーズ
『新東京水上警察シリーズ』（しんとうきょうすいじょうけいさつシリーズ）は、吉川英梨による日本の推理小説のシリーズ。

警視庁の管轄内に2020年の東京オリンピックに向けての5年間限定で設立された水上警察『五港臨時警察署』の活躍を描くミステリーのシリーズである。

## 主な登場人物
日下部峻
警視庁刑事部捜査一課から五港臨時警察署刑事防犯課強行係へ異動となった若手刑事
碇拓真
五港臨時署刑事防犯課強行係を束ねるリーダー
有馬礼子
海技職員で日下部の恋人

## シリーズ一覧
| # | タイトル                | 文庫 （講談社文庫） | あらすじ                                                                                 |
| - | ----------------------- | ------------------- | ---------------------------------------------------------------------------------------- |
| 1 | 波動 新東京水上警察     | 2016年9月           | 無人島の第六台場で白骨死体が発見され、やがて事件に絡み暗躍する半グレ集団の存在が浮上する |
| 2 | 烈渦 新東京水上警察     | 2017年1月           | 東京湾に係留されている船の船室で腐乱死体が発見される                                     |
| 3 | 朽海の城 新東京水上警察 | 2017年7月           |                                                                                          |

## テレビドラマ『新東京水上警察』
本小説シリーズを原作としたテレビドラマで、2025年10月7日に放送開始予定。脚本は我人祥太、主演は佐藤隆太。
本作のテレビドラマでは、本小説シリーズとは異なる東京水上警察署という名称になっている。